# I. Miklós orosz cár
I. Miklós (teljes nevén Nyikolaj Pavlovics Romanov, oroszul: Николай I Павлович Романов; 1796. július 6. – 1855. március 2.) a Holstein–Gottorp–Romanov-házból származó orosz nagyherceg, majd orosz cár, hivatalos címe szerint egész Oroszország császára (Императоръ Всероссійскій – Imperator Vszerosszijszkij), továbbá lengyel király és finn nagyherceg 1825-től haláláig. Miklós maga I. Pál orosz cár és Württembergi Marija Fjodorovna cárné fia, testvére I. Sándor orosz cár volt, akit követett a trónon. Poroszországi Saroltától született gyermekei között van a későbbi II. Sándor orosz cár, továbbá Mária leuchtenbergi hercegné, Olga württembergi királyné és Alexandra hessen–kassel–rumpenheimi hercegné is. Miklós nevéhez fűződik az 1848-49-es magyar forradalom leverése, valamint a krími háború megindítása.

## Ifjúkora
Miklós nagyherceg I. Pál cár és Marija Fjodorovna cárné harmadik fia volt. Édesapja éppen abban az évben kezdte meg uralkodását, amelyikben Miklós megszületett. Összesen kilenc testvére volt; az idősebbek nevelését nagyanyjuk, II. Katalin cárnő felügyelte, de Miklós tanítása már teljes mértékben szülei kezében volt. Spártai nevelést kapott egy Lamsdorf nevezetű tábornoktól, aki elsősorban a katonák életére készítette fel a nagyherceget, hiszen mint a cár harmadik fiának, Miklósnak nem sok esélye volt a trónra.
A nagyherceg minden vágya volt, hogy tisztként szolgálhasson a hadseregben, ahova 1814-ben lépett be. Mivel azonban a cár fia volt, nem vehetett részt valódi ütközetekben; jóformán csak diplomáciai feladatai voltak. 1815-ben Berlinbe látogatott, ahol találkozott Sarolta porosz királyi hercegnővel. Bár házasságuk már eldöntött tény volt, ám Miklós és Sarolta most találkoztak először és nyomban egymásba szerettek. A pár 1817. július 13-án, Sarolta születésnapján házasodott össze a Téli Palotában. Sarolta áttért az ortodox vallásra és felvette az „Alekszandra Fjodorovna” nevet.
1820-ban Miklós fiatalabb bátyja, Konsztantyin nagyherceg morganatikus házasságot kötött egy lengyel grófnővel. I. Sándornak nem született fia, így öccsei számíthattak a cárevicsi címre. Konsztantyin amúgy sem kívánt uralkodni, de a rangon aluli házasság lehetetlenné tette számára, hogy ő legyen a trónörökös. Konsztantyin 1824-ben lemondott a trónról, tehát Miklós, a következő fivér lett annak örököse.

## Uralkodása
1825. december 1-jén meghalt I. Sándor. Miklós csak hosszas habozás után fogadta el a trónt, mert valójában szerette azt a csendes, békés életet, amelyben addig része volt. Trónra lépésének hírére a dekabristák fellázadtak ellene, és az önkényuralom ellen. A dekabristák a napóleoni háborúk után létrejött társaságokból kerültek ki. A Nyugatot látva el akarták törölni Oroszországban a jobbágyrendszert, és meg akarták szüntetni az önkényuralmat; csak így tartva lehetségesnek az ország haladását. Valójában a dekabristák között sem uralkodott egyetértés, két táborra szakadtak: a Pavel Pesztyel által vezetett Déli Társaság centralizált köztársaságot, míg a Nyikita Muravjov nevével fémjelzett Északi Társaság alkotmányos monarchiát szeretett volna. A trónutódlás körül kialakult bonyodalmak jó alkalmat kínáltak arra, hogy megpróbálják magukhoz ragadni a hatalmat.
1825. december 1-jén, Miklós uralkodásának kezdete után pár órával a dekabristák felkelést robbantottak ki. Elfoglalták a Szenátus teret, alkotmányt követeltek, és azt akarták, hogy Konsztantyin legyen az uralkodó. A cárhoz hű katonaság azonban tüzet nyitott rájuk, bár eleinte Miklós hitt abban, hogy az ügyet békés úton is meg lehet oldani. A felkelést leverték, ami ötvenhat ember életébe került. A dekabristák közül 5 embert kivégeztek, miután a cár kihallgatta őket; további 31-et életfogytiglani szibériai kényszermunkára ítéltek, 253 lázadó pedig megúszta rövidebb büntetéssel.
A felkelés arról győzte meg a cárt, hogy erős kézzel, és lankadatlan figyelemmel kell uralkodnia. Rendszeresen ellátogatott az Orosz Birodalom legkülönbözőbb területeire, és olyan intézményeket hozott létre, amelyek biztosították egyeduralmát és közvetlen uralkodását. Ilyen volt például az Őfelsége Személye Körüli Kancellária, ami számtalan ügyosztállyal rendelkezett. A birodalom ügyeinek tisztázása érdekében 1826 decemberében felállított egy bizottságot, melynek tagja lett bátyja valamikori főtanácsadója, a száműzetésből hazahívott Mihail Mihajlovics Szperanszkij is. Az Őfelsége Személye Körüli Kancellária összegyűjtötte az összes, 1649 után kiadott cári dekrétumot, melyet 1830-ban kiegészítettek, s ettől várták a rendszer megerősödését.

### Az orosz–török háború
Miklós saját maga kívánta felügyelni az ország külpolitikáját, és bár alapjában véve ellenezte a háborúkat, fontosabbnak tartotta az Orosz Birodalom befolyásának növelését. Az 1826 és 1828 között zajló orosz–perzsa háború eredményeként a Jereváni és a Nahicseváni Kánság orosz fennhatóság alá került, valamint az oroszok nekiláthattak fekete-tengeri flottájuk kiépítésének.
Az 1821-ben kitört görög szabadságharc alatt Oroszország azt az álláspontot foglalta el, miszerint a görögök az Oszmán Birodalmon belül kapjanak autonómiát (ezt az ötletet támogatta egyébként a többi nagyhatalom is, így például a britek és a franciák). A szultán azonban elvetette az ötletet, erre az egyesült brit, francia, illetve orosz tengeri haderő 1827-ben elpusztította a törökök segítségére igyekvő egyiptomi flottát. Ez 1828 tavaszán ahhoz vezetett, hogy az Orosz Birodalom hadat üzent az oszmánoknak. A háború nagyon sokba került, de az orosz csapatok sorozatos győzelmei miatt a törökök 1829-ben végül béketárgyalásokat kezdeményeztek.
A drinápolyi szerződés értelmében az oroszoké lett Grúzia és a Kaukázus, valamint Moldva, Havasalföld és Görögország autonómiát kaptak. Később, az 1830-as londoni konferencián Nagy-Britannia, Franciaország és az Orosz Birodalom megállapodott egy önálló Görög Királyság létrehozásában.
A cár az 1830-as évek végén mégis az Oszmán Birodalmat támogatta Egyiptommal szemben, attól tartva, hogy az Oszmán Birodalom összeomlása hatalmas háborúhoz vezetne a nagyhatalmak között. A törökök hálából az unkiar-skelessei szerződésben megígérték, hogy ha Oroszországot támadás éri, ők lezárják a szorosokat az idegen hajók elől. 1839-ben a törökök és az egyiptomiak újabb háborúba fogtak egymás ellen, amely 1844-ben ért véget. Miklós egyre jobban tartott az Oszmán Birodalom összeomlásától, ezért igyekezett jó kapcsolatokat kialakítani a britekkel, akik szintén az Oszmán Birodalom támogatása mellett voltak.

### Az 1830-as forradalmak
1830 első forradalmai Franciaországban és a Németalföldön törtek ki. A holland király az oroszok segítségét kérte a belga lázongások leveréséhez, ez viszont azt eredményezte, hogy a már amúgy is elégedetlenkedő lengyelek keltek fel az oroszok ellen. Lengyelország alkirályi trónján ekkor Miklós fivére, a cári trónról lemondott Konsztantyin ült, akivel Miklósnak már korábban is voltak nézeteltérései. A lengyelek elsősorban Konsztantyinnal voltak elégedetlenek, aki elmenekült az országból.
Az 1830 novemberében kirobbant felkelést az orosz csapatok csak nehezen, egy év alatt tudták leverni, Varsó például csak 1831 szeptemberében került megint orosz kézre. Az 1832-ben kiadott rendelet megszüntette a lengyel parlamentet és hadsereget, valamint erősítette az orosz uralmat. A Kongresszusi Lengyelország orosz tartománnyá vált. A középiskolákban kötelezővé tették az orosz nyelv oktatását, több egyetemet is bezártak. Hasonló sorsa jutottak Fehéroroszország és Ukrajna tartományai is.

### Gazdaság és kulturális élet
A pénzügyminiszteri posztot 1823-tól egészen 1844-ig Kankrin gróf töltötte be, aki úgy vélekedett, hogy az állam nem sokat tehet a gazdaság fejlődése érdekében. A gróf ellenezte a vasútépítést, Miklós azonban felismerte a vasút előnyeit. Az ország első vasútvonalát, a Carszkoje Szelo–Pavlovszk–Szentpétervár útvonalon közlekedő vasutat 1837-ben adták át. Később ez a vonal képezte a Szentpétervár és Moszkva közötti pálya első szakaszát.
Kankrin gróf megpróbálta megerősíteni a rubel árfolyamát, azonban erőfeszítéseit később aláásta a krími háború. Nőtt a búza kivitele, fejlődött a gyapotfeldolgozás; de a jobbágyrendszer és a tőke hiánya megakadályozta Oroszország gyors ütemű gazdasági fejlődését.

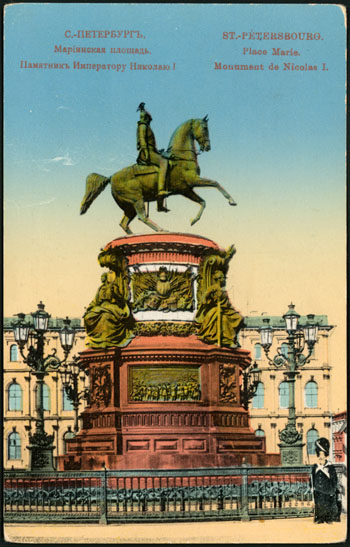
Képeslap I. Miklós szobráról Szentpétervárott (a szobor ma is itt áll, az Iszak téren)

A cár látta a jobbágyrendszer hátrányait és hibáit, de tartott a nemességtől, amelynek nem állt érdekében a jobbágyok felszabadítása. Kiszeljov gróf, az Őfelsége Személye Körüli Kancellária 5. ügyosztályának feje parancsot kapott a cártól, hogy legalább 20 millió kincstári paraszt életkörülményein próbáljon javítani. Miklós azt remélte, a nemesek majd követni fogják a példát, azonban az arisztokrácia csak igen kis része tett így. 1838 januárjában létrejött az 5. ügyosztályból az Állami Birtokok Minisztériuma, Kiszeljovval az élén. Az intézmény feladata volt az iskolák alapítása, mintagazdaságok tervezése, illetve a szegényebb parasztoknak az állami földből való juttatása. Egy 1847-es törvény lehetővé tette a parasztok számára, hogy a saját földesuruk által áruba bocsátott földet megvehessék; 1848-tól kezdve pedig a parasztoknak a földesúr beleegyezésével saját földjük lehetett. Az így biztosított jogokat azonban a jobbágyság csak egy kis része használhatta ki; a legtöbb paraszt nem is tudott ezek létezéséről.
A kormány Uvarov grófnak, az 1833-tól 1849-ig hivatalban lévő közoktatási miniszternek hála több pénzt fordított az oktatásra, és új szakiskolákat alapítottak. A diákokba már fiatal koruktól kezdve megpróbálták belenevelni a cár iránti hűséget és odaadást, hogy később biztosak legyenek megbízhatóságuk felől. Maga a cár bőkezűen támogatta az építészetet és a művészeteket. Alekszandr Puskin, a nagy orosz költő műveit például ő maga cenzúrázta, s Puskin halála után rendezte a költő adósságait, valamint életjáradékot utalt ki özvegyének és gyermekeinek.
1826-ban felállították az Őfelsége Személye Körüli Kancellária 3. ügyosztályát a korrupció megfékezése céljából. Az ügyosztály szerepe azonban hamar a művek cenzúrázására korlátozódott.
Oroszországban 1833-ig hivatalos ünnepekkor az angol nemzeti himnusz dallamát játszották, szöveg nélkül. Miklós 1833-ban felkérte a 3. ügyosztály egyik tehetséges tisztjét, Alekszandr Fjodorovics Lvovot, hogy írjon Oroszországnak egy saját himnuszt. A szöveget Vaszilij Andrejevics Zsukovszkij alkotta meg. A bemutató 1833. november 23-án volt: a cárt elragadtatta a mű. Lvovot a cár személyes szolgálatába helyezték és gazdagon megjutalmazták. A himnusz címe hasonlít az Egyesült Királyság himnuszáéhoz: „Isten óvd a Cárt”.

### Forradalmak 1848-ban
A cár eleinte nem akart beavatkozni egyetlen külföldi forradalomba sem, mivel egy oroszországi lázadástól tartott. 1848 júliusában mégis beavatkoztak az orosz csapatok Moldvában és Havasalföldön, megakadályozva ezzel az alkotmányos monarchia létrejöttét. 1849-ben azonban számos lengyel csatlakozott a magyar forradalomhoz, amelynek leveréséhez Ferenc József Miklós segítségét kérte. A cár eleget tett a kérésnek, és csapatait Magyarországra küldte, ahol a forradalmat leverték. Ezek után érdemelte ki Miklós az „Európa csendőre” nevet.
Oroszországban ugyan nem került sor zavargásokra, mégis megszigorították a cenzúrát és egyre jobban ellenőrizték az egyetemeket. A rendőrség még a legkisebb gyanús csoportosulást is feloszlatta (ilyen volt például az a csoport, amelybe Dosztojevszkij is beletartozott).

### A krími háború
Az 1850-es években heves vita támadt a palesztin területeken lévő szent helyek ellenőrzéséről. A franciák azt akarták elérni, hogy a törökök tartsák tiszteletben a római katolikusoknak biztosított jogokat, amelyek viszont az ortodox egyház kárára lett volna. A törökök a franciák mellett döntöttek, és maguk mögött érezve a francia és brit támogatást, visszautasították az oroszok követeléseit. Válaszul Miklós hadai megszállták Moldvát és Havasalföldet.

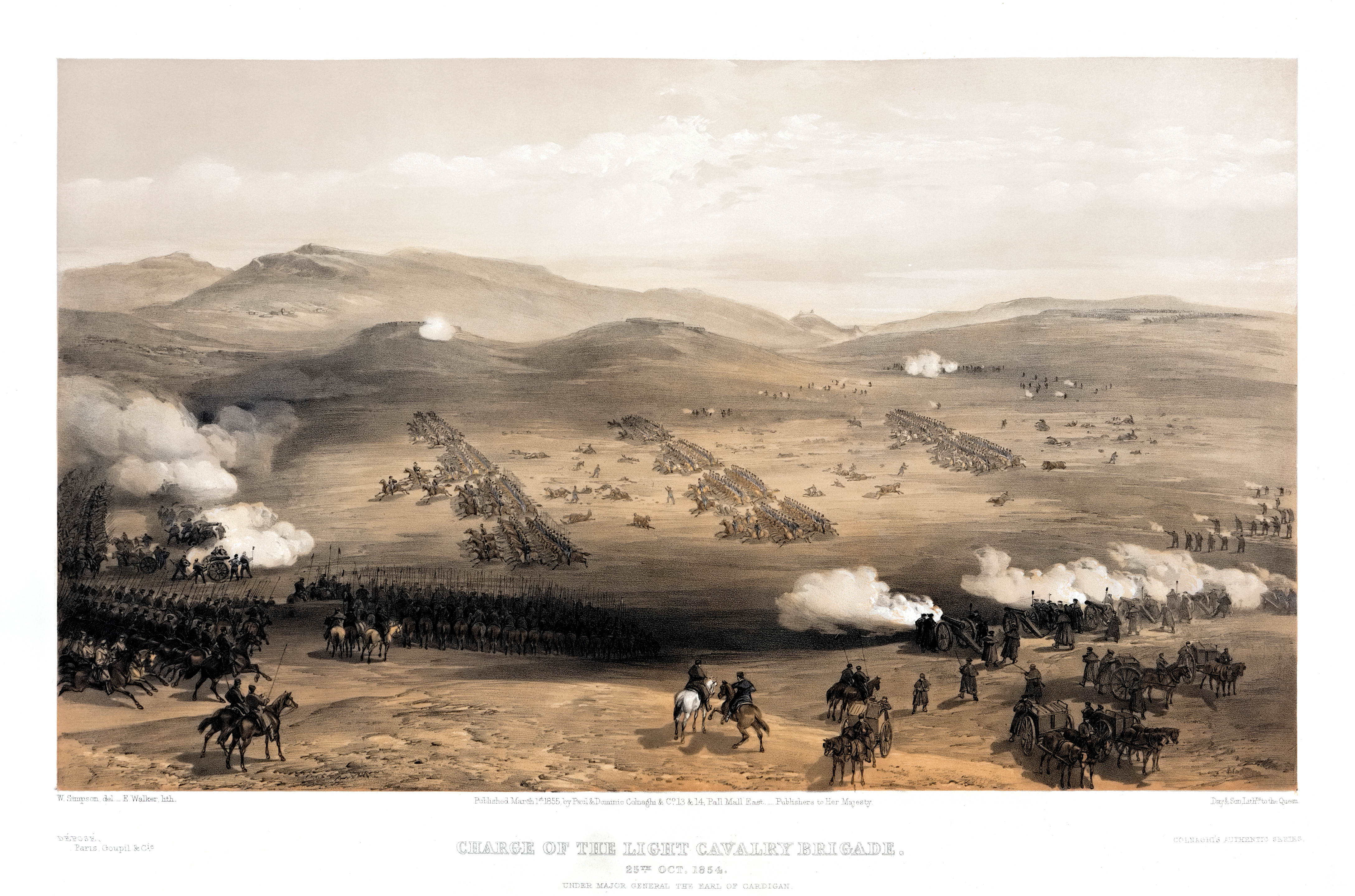
A krími háború egyik jelenete

Az osztrákok nehéz helyzetbe kerültek – lekötelezettjei volt a cárnak, de érdekeikkel ellenkezett az orosz előretörés. Az osztrákok hiába próbáltak közvetíteni, I. Abdul-Medzsid szultán hadat üzent. Hogy az orosz terjeszkedést meggátolják, a törökök mögött felsorakoztak a franciák és a britek is. Ausztriát – a Magyar Emigráció támogatásának kilátásba helyezésével – rászorították arra, hogy követelje Moldva és Havasalföld kiürítését, ezt Oroszország elvetette. Ekkor brit és francia csapatok szálltak partra a Krím félszigeten: a háború elkezdődött.
A francia-brit-török csapatok hosszú ostrom után elfoglalták a fekete-tengeri orosz flotta erődbázisát, Szevasztopolt. A francia támogatás megszerzése érdekében a Szárd–Piemonti Királyság is belépett a háborúba, és csapatokat küldött a Krímbe. A Krímen kívül harc dúlt a Kaukázus vidékén Kars váráért, amit a török szolgálatba lépő Kmety György és Guyon Richárd védett meg az oroszokkal szemben.
A háború alatt kiderült az orosz hadsereg óriási hátránya: nem volt megfelelő utánpótlás, se fegyverek. A harcokban félmillió orosz vesztette életét.

## Magánélete
Miklós nagyon szerette „Mouffy”-t, ahogy a feleségét becézte. Ennek ellenére, amikor Alekszandrának az orvosok megmondták, hogy gyenge szíve miatt kerülnie kell a szexuális együttléteket, Miklósnak huszonöt év hűség után szeretője lett. Varvara Arkagyjevna Nyelidova udvarhölgyként szolgált az udvarban, és különös módon ő meg a cárné remekül kijöttek egymással: Alekszandra, miután Varvara Miklós szeretője lett, felolvasónővé nevezte ki őt.
Alekszandrának és Miklósnak tíz gyermeke született, azonban ebből két kislány koraszülött volt, és hamar meghaltak:

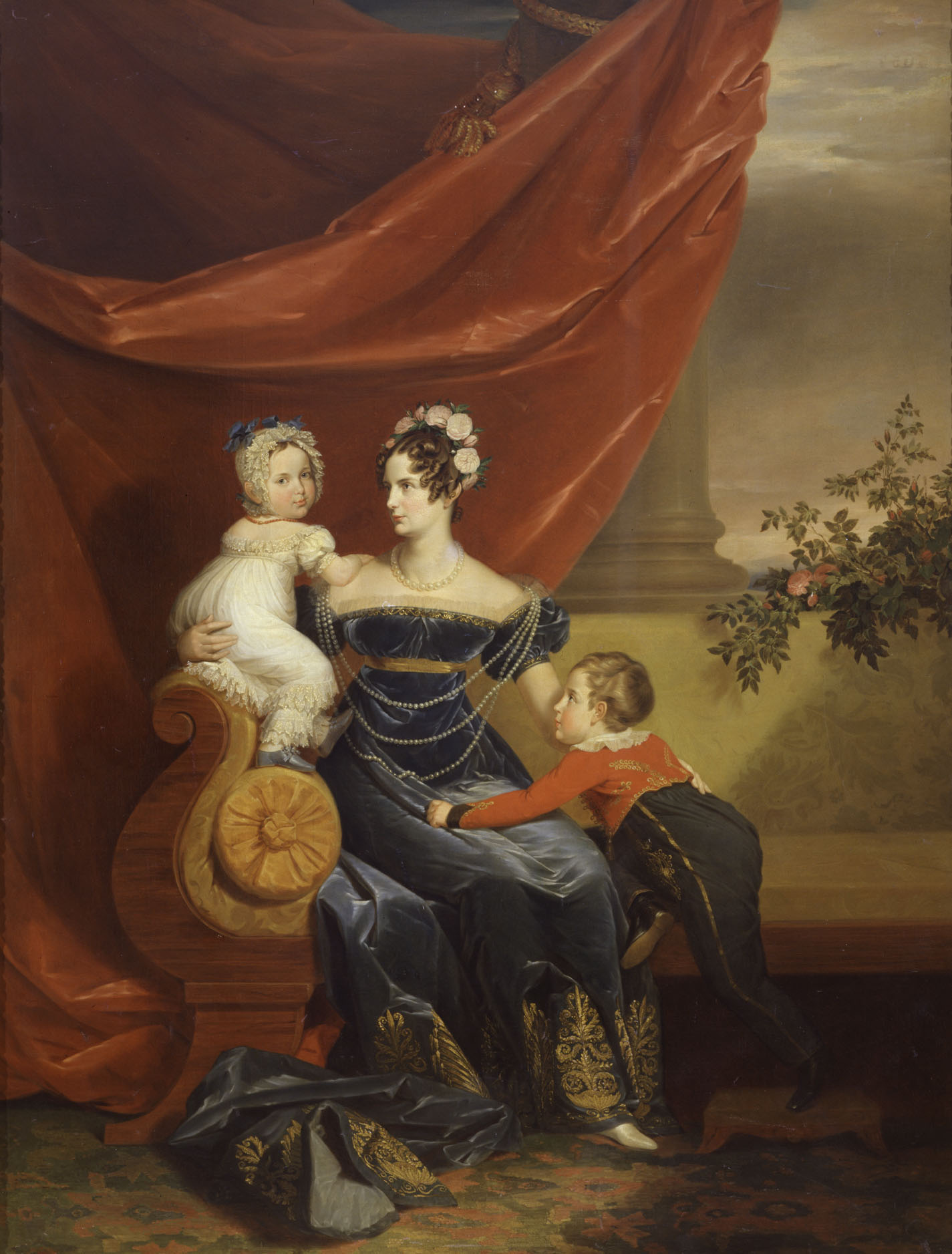
Alekszandra Fjodorovna két legidősebb gyermekükkel (1820 körül)

- Alekszandr Nyikolajevics (1818–1881), a későbbi II. Sándor cár,
- Marija Nyikolajevna (1819–1876), később Maximilien de Beauharnais leuchtenbergi herceg felesége,
- koraszülött lány (1820. július 22.),
- Olga Nyikolajevna (1822–1892), házassága révén Württemberg királynéja,
- koraszülött lány (1823. október 23.),
- Alekszandra Nyikolajevna (1825–1844), hessen-kasseli hercegné a férje révén,
- Jelizaveta Nyikolajevna (1826–1829), meghalt hároméves korában,
- Konsztantyin Nyikolajevics (1827–1892),
- Nyikolaj Nyikolajevics (1831–1891),
- Mihail Nyikolajevics (1832–1909).

Miklósnak több törvénytelen utóda is született a szeretőitől:
- Jouzija Koberwein (Anna-Maria Charlota de Rutenskiold-tól)
- Olga Karlovna Albrecht (Varvara Jakovlevától)
- Alekszej Paskine (Varvara Nyelidovától)

A pletykák számos szeretőt tulajdonítottak a cárnak, valószínűleg alaptalanul. Az 1840-es évek végétől kezdve Miklós egészsége romlani kezdett, gyakran fájt a háta, és a májával sem volt minden rendben.
A cár nem érte meg a krími háború végét. 1855 februárjában megfázott, de ragaszkodott hozzá, hogy részt vegyen egy katonai díszszemlén. A hidegben tüdőgyulladást kapott és 1855. március 2-án (a régi naptár szerint február 18-án) meghalt.